# Hellinsia didactylites
Hellinsia didactylites là một loài bướm đêm thuộc họ Pterophoridae. Loài này có ở hầu hết châu Âu (ngoại trừ Iceland, Ireland, Đảo Anh, bán đảo Iberia và hầu hết bán đảo Balkan), phía đông into Nga.
Sải cánh dài 19–23 mm.

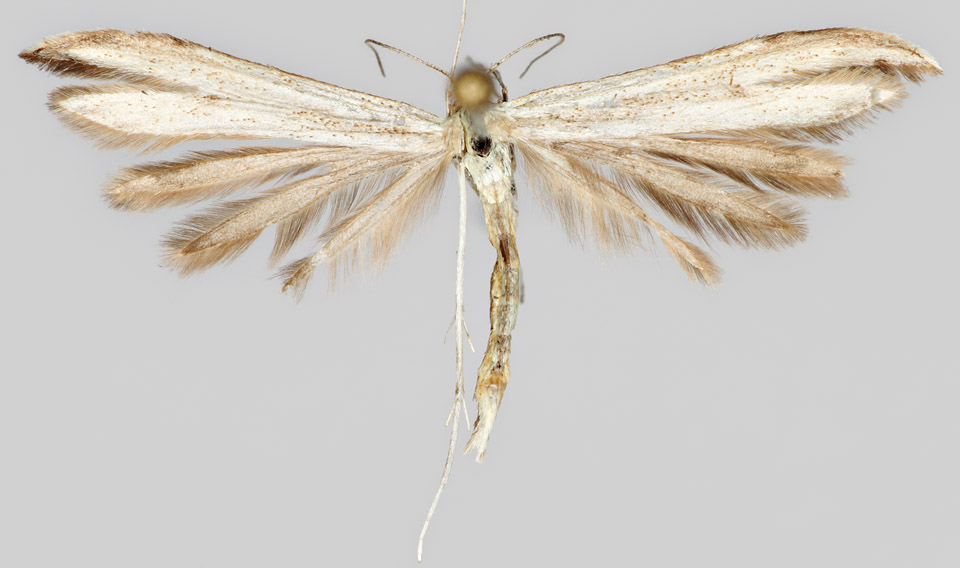

Ấu trùng ăn Hieracium umbellatum, Hieracium prenanthoides, Hieracium amplexicaule, Hieracium murorum, Hieracium lachenalii và Hieracium sylvaticum.